# Chartanowce
Chartanowce – wieś na Ukrainie w rejonie czortkowskim należącym do obwodu tarnopolskiego. 
W II Rzeczypospolitej wieś w powiecie zaleszczyckim województwa tarnopolskiego. W lutym 1940 NKWD zesłało na Syberię 43 polskie rodziny (220 osób).